# Djóni Isaksen
Djóni Isaksen även Djóni í Geil, född 12 september 1849, död 20 april 1912, var en färöisk politiker, redaktör och målarmästare. Han var en förespråkare för Färöarnas självständighet och var en av de män som kallades in till Julmötet 1888.
Isaksen var redaktör för tidningen Dúgvan 1899-1907, medlem i Lagtinget 1882-1885, 1887-1899 och slutligen 1901-1906.